# SA-4 (Apollo)
SA-4 (angleško Saturn-Apolon 4) je bil četrti polet rakete nosilke Saturn I, zadnji del začetne preskusne faze prve stopnje rakete in del Nasine vesoljske odprave s človeško posadko v Programu Apollo.

## Cilji odprave
SA-4 je bil zadnji polet v katerem so preskusili le prvo stopnjo rakete S-I. Kot predhodni trije poleti je bil tudi ta podorbitalni polet kjer so preskusili celost sestave.
Glavni dodatek v tem poletu je bil da so zaradi preskušanja sposobnosti rakete pri okvari motorjev med poletom programirali en motor, ki bi se po približno 100 sekundah izključil. Če bi šlo vse posreči, bi se pretok goriva k temu motorju preusmeril na druge motorje, raketa pa bi delovala dlje da bi nadomestila izgubo pospeševanja. To so kasneje uspešno uporabili pri poletih Apollo 6 in 13.
Prazno drugo stopnjo so oblikovali aerodinamično kot pravo drugo stopnjo. Namestili so izpušne cevi, aerodinamično oblogo in neprave predelke za fotoaparate. Raketa je tudi letela z anteno, ki je bila skonstruirana za različico rakete Block II.